# Ricardo Álvarez (Fußballspieler, 1999)
Ricardo Abraham Álvarez Casanova (* 10. Februar 1999 in Santiago) ist ein chilenischer Fußballspieler. Der Mittelfeldspieler debütierte beim CSD Colo-Colo mit 15 Jahren und 96 Tagen.

## Karriere

### Verein
Ricardo Álvarez debütierte im Mai 2014 im Profifußball in der Copa Chile für den CSD Colo-Colo gegen den CD Palestino. Direkt nach seiner Einwechslung in der 77. Spielminute erzielte der 15-Jährige den 1:2-Anschlusstreffer. In der Liga wurde Álvarez erstmals in der Clausura 2016/17 eingesetzt. Es blieb aber nur bei wenigen Einsätzen beim Rekordmeister und der Mittelfeldspieler wechselte 2019 zum CD Huachipato. Bei Colo-Colo hatte er die Meisterschaft der Transición 2017, die Copa Chile 2016 und zwei Mal den Supercup gewonnen.
Bei Huachipato blieb er aber ohne Ligaeinsatz und kam nach einem Jahr ohne Verein im Juli 2021 zu Trasandino in die Tercera A. Im März 2022 wechselte Álvarez zu den Brujas de Salamanca.

### Nationalmannschaft
Álvarez gehörte von 2013 bis 2015 zum Kader der U15-Nationalmannschaft und nahm an internationalen Turnieren in Frankreich, Italien und Mexiko teil. Zudem erzielte der Mittelfeldspieler bei seiner Teilnahme an der Südamerikameisterschaft 2013 in Kolumbien zwei Tore.
2014 spielte Álvarez in der U15-Nationalmannschaft bei den Südamerikaspielen, wo Chile die Silbermedaille gewann, und der Südamerikameisterschaft im Folgejahr.

## Erfolge
Colo-Colo
- Chilenischer Meister: 2017-T
- Chilenischer Pokalsieger: 2016
- Chilenischer Supercup-Sieger: 2017, 2018